# Hebridochernes papuanus
Hebridochernes papuanus är en spindeldjursart som beskrevs av Beier 1965. Hebridochernes papuanus ingår i släktet Hebridochernes och familjen blindklokrypare. Inga underarter finns listade i Catalogue of Life.